# لارا مانديتش
لارا مانديتش (بالصربية: Лара Мандић) مواليد 23 أبريل 1974 في بانيا لوكا، جمهورية يوغوسلافيا الاشتراكية الاتحادية، هي لاعبة كرة سلة صربية سابقة. بدأت مسيرتها الاحترافية في سنة 1988. لعبت مع روس كاسارس فالنسيا في سنة 2006، ثم لعبت مع نادي بشكتاش لكرة السلة للسيدات في موسم 2006–2007، ثم لعبت مع نادي لات لكرة السلة للسيدات في سنة 2007.

## روابط خارجية
- لارا مانديتش على موقع الاتحاد الدولي لكرة السلة (الإنجليزية)
- لارا مانديتش على موقع كرة السلة الأوروبية.كوم (الإنجليزية)
- لارا مانديتش على موقع بروبوليرز (الإنجليزية)